# Jean Baptiste Paul Beau
Jean-Baptiste-Paul Beau hay còn gọi Paul Beau (đọc là Giăng Báp-tít-xtơ Pôn Bô) (sinh 26 tháng 1 năm 1857 tại Bordeaux - mất 14 tháng 2 năm 1926 tại Paris) là một nhà ngoại giao, chính trị gia người Pháp. Paul Beau tốt nghiệp ngành luật và bắt đầu bước chân vào ngành ngoại giao năm 1880. Paul Beau từng giữ chức đại sứ Pháp tại Trung Quốc, rồi tới Việt Nam và được bổ nhiệm làm Toàn quyền Đông Dương vào tháng 10 năm 1902. Sau khi kết thúc nhiệm kỳ vào năm 1907, Paul Beau trở về Pháp, tiếp tục sự nghiệp ngoại giao và trở thành đại sứ Pháp tại Thụy Sĩ năm 1911. Ông mất ngày 14 tháng 2 năm 1926 tại nhà riêng ở 3 phố Honoré Chevalier, Paris.

## Thời kỳ làm Toàn quyền Đông dương
Năm 1902, Paul Doumer hết nhiệm kỳ về Pháp và Paul Beau thay thế. Paul Beau có tinh thần cấp tiến và mềm mỏng, chủ trương khai hóa dân trí, thành lập các trường học, y tế cục, bệnh viện, tổ chức giúp đỡ dân nghèo. Khi nhận thấy Phong trào Đông Du đưa đến việc nhiều thanh niên Việt Nam trốn sang Nhật học tập, ông cố gắng kềm chế tình trạng xuất dương bằng cách thành lập một trường đại học. Đồng thời ông cũng thành lập Hội đồng Tư vấn Bắc kỳ và các hội đồng tỉnh hạt, cho người Việt được bầu vào các hội đồng.
Cùng chung số phận với các Toàn quyền cấp tiến Bert và de Lanessan, Beau về Pháp năm 1907. Antony Klobukowski kế nhiệm (1908–1911) đã bãi bỏ trường đại học và tất cả các hội đồng trên.